# Rakia Al-Gassra
Rakia Al-Gassra (arab. رقية الغسرة, ur. 6 września 1982) – bahrajńska lekkoatletka. Jako jedna z pierwszych kobiet reprezentowała swój kraj na igrzyskach olimpijskich, biorąc udział w biegu na 100 metrów w ramach Letnich Igrzysk Olimpijskich 2004 rozgrywanych w Atenach (kobiety z tego kraju mogły już jednak od 1984 roku brać udział w igrzyskach paraolimpijskich). Zwykle biegnie w hidżabie. 
Złota i brązowa medalistka Igrzysk Azjatyckich 2006, uczestniczka Letnich Igrzysk Olimpijskich 2008 i Mistrzostw Świata w Lekkoatletyce 2009.                